# 維拉格拉角

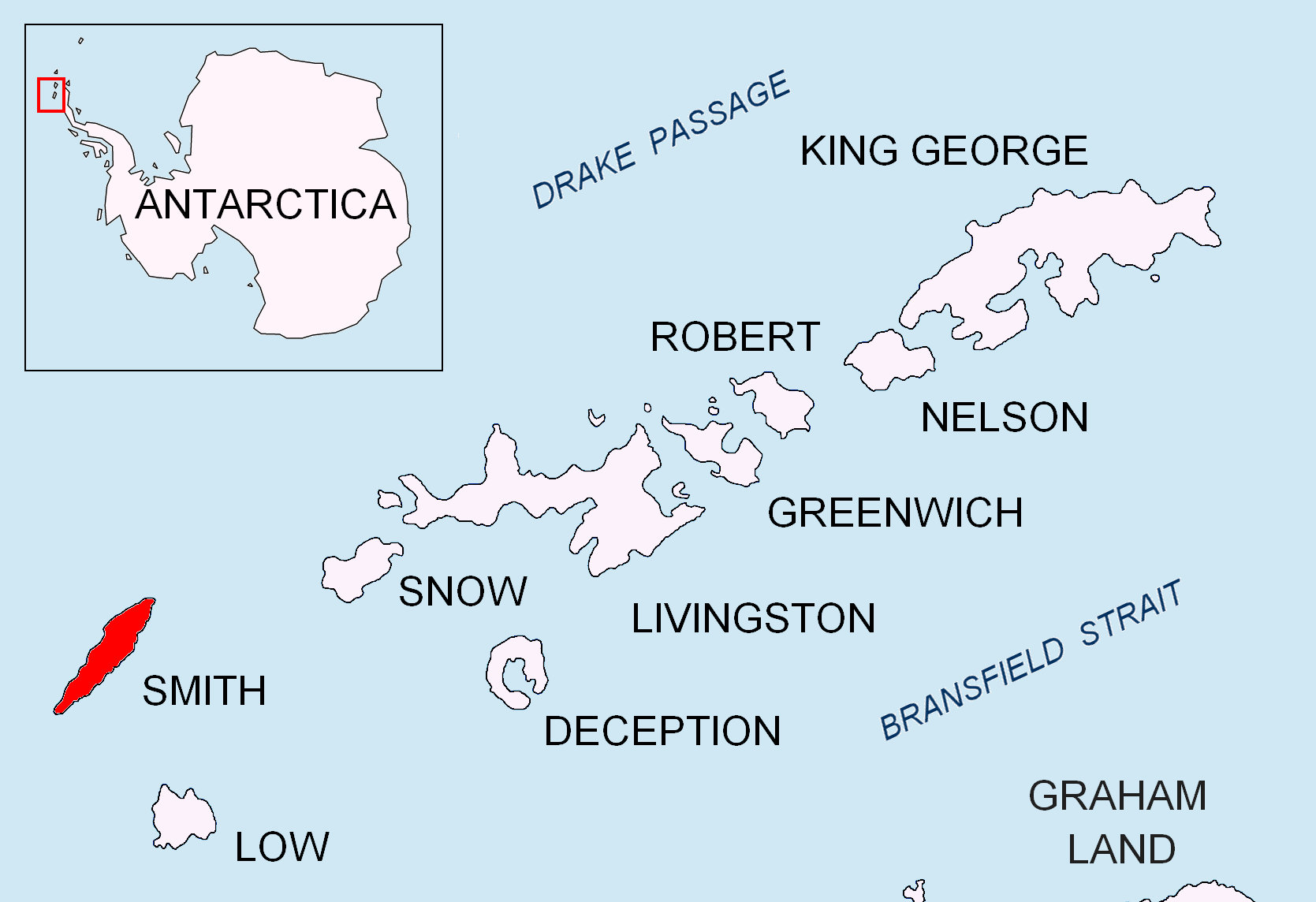

維拉格拉角是南極洲的海岬，位於南設得蘭群島的史密斯島，處於馬爾克利角西南面3.07公里、伊雷切克角西南面2.35公里和加爾門角東北面3.06公里。
62°56′42.7″S 62°32′39″W / 62.945194°S 62.54417°W

## 外部連結
- SCAR Composite Antarctic Gazetteer（页面存档备份，存于）.